# Чутта, Якуб
Якуб Чутта (чеш. Jakub Čutta; род. 29 декабря 1981, Яблонец-над-Нисоу, Северочешский край) — чешский хоккеист, защитник. Чемпион мира среди молодёжных команд 2001 года.

## Карьера
Воспитанник клуба «Били Тигржи Либерец». В составе молодёжной сборной Чехии Чутта стал чемпионом мира в 2001 году.
С 2000 по 2004 год провёл 8 матчей в НХЛ за «Вашингтон Кэпиталз». В 2006 году стал обладателем Кубка Колдера.
В 2006 году вернулся в Европу. Стал чемпионом чешской Экстралиги сезона 2008/09 в составе «Карловых Вар».
В России известен по выступлениям за «Нефтехимик» и «Трактор» в сезоне 2007/08.
Завершил карьеру в 2018 году. После окончания карьеры стал тренером по катанию: в своем центре Skatemill в Либереце помогает ученикам получить навыки эффективного катания, которое в будущем позволит минимизировать травмы.

## Достижения
- Чемпион мира среди молодёжных команд 2000
- Чемпион Экстралиги 2009
- Бронзовый призёр Экстралиги 2007
- Обладатель Кубка Колдера 2006

## Статистика
- Чешская экстралига — 375 игр, 69 очков (28+41)
- АХЛ — 326 игр, 40 очков (10+30)
- Западная хоккейная лига — 205 игр, 39 очков (11+28)
- Чемпионат Швеции — 31 игра, 3 очка (0+3)
- Российская суперлига — 29 игр, 4 очка (0+4)
- Чемпионат Финляндии — 16 игр, 2 очка (0+2)
- Сборная Чехии — 13 игр
- НХЛ — 8 игр
- Кубок Шпенглера — 6 игр
- Европейский трофей — 5 игр, 1 очко (0+1)
- Всего за карьеру — 1014 игр, 158 очков (49 шайб + 109 передач)